# 伯爾施巴赫河
51°00′29″N 7°13′04″E / 51.008011°N 7.217668°E
伯爾施巴赫河（德語：Börschbach），是德國的河流，位於該國西部，流經北萊茵-威斯特法倫州，屬於迪爾施巴赫河的左支流，河道全長1.1公里，流域面積0.45平方公里。